# 卡門·卡斯
卡門·卡斯（爱沙尼亚语：Carmen Kass，1978年9月14日—），生于苏联时期塔林，昵称“卡神”，愛沙尼亞超級名模、西洋象棋手、社会活动家。

## 早年
卡門·卡斯（Carmen Kass）1978年生于苏联时期塔林市，是今日的愛沙尼亞首都。她是家里的最年幼者，她有一位哥哥Kutty和一位姐姐Victoria.
Carmen幼年时生活拮据，但父亲Viktor Kass完全狠心抛弃他们不闻不问，兄妹三人均由母亲Koidu Põder每天工作16小时煎熬拉扯大。。
而且1988-1991年，当时苏联政治动荡不安，Carmen回忆“当时在爱沙尼亚大街上看到坦克就像自行车一样稀松平常”。

## 超级名模
Carmen天生亚麻色的浅柔金发及绿色眼眸，加之高挑清瘦的体态，许多人曾误以为她是俄罗斯人。
造型基本以长直髮为主，且脸非常小，适合上镜；比例很好。

## 1992 ～ 1993
Carmen14岁赢得了爱沙尼亚国内的一些小型选美比赛。
某天Carmen在超市购物时，来自于意大利米兰的模特星探相中了她。当时的Carmen觉得世界这么大，爱沙尼亚这么小，于是决定出去开开眼界。
然而到了意大利之后才知道自己太天真，首先语言就是一大障碍，而且当时年少气盛，很多事情还不懂得忍耐，于是草草结束，回到爱沙尼亚国内。

## 1997  ～ 2012
卡門曾是红极一时的超级名模，广告无数，尤其是Dior J'adore香水的“金色女神”甚为经典；走秀无数，尤其是Michael Kors秀场，以及於2000年、2002年、2003年及2008年為女性內衣品牌Victoria's Secret走天橋秀。

## 业余

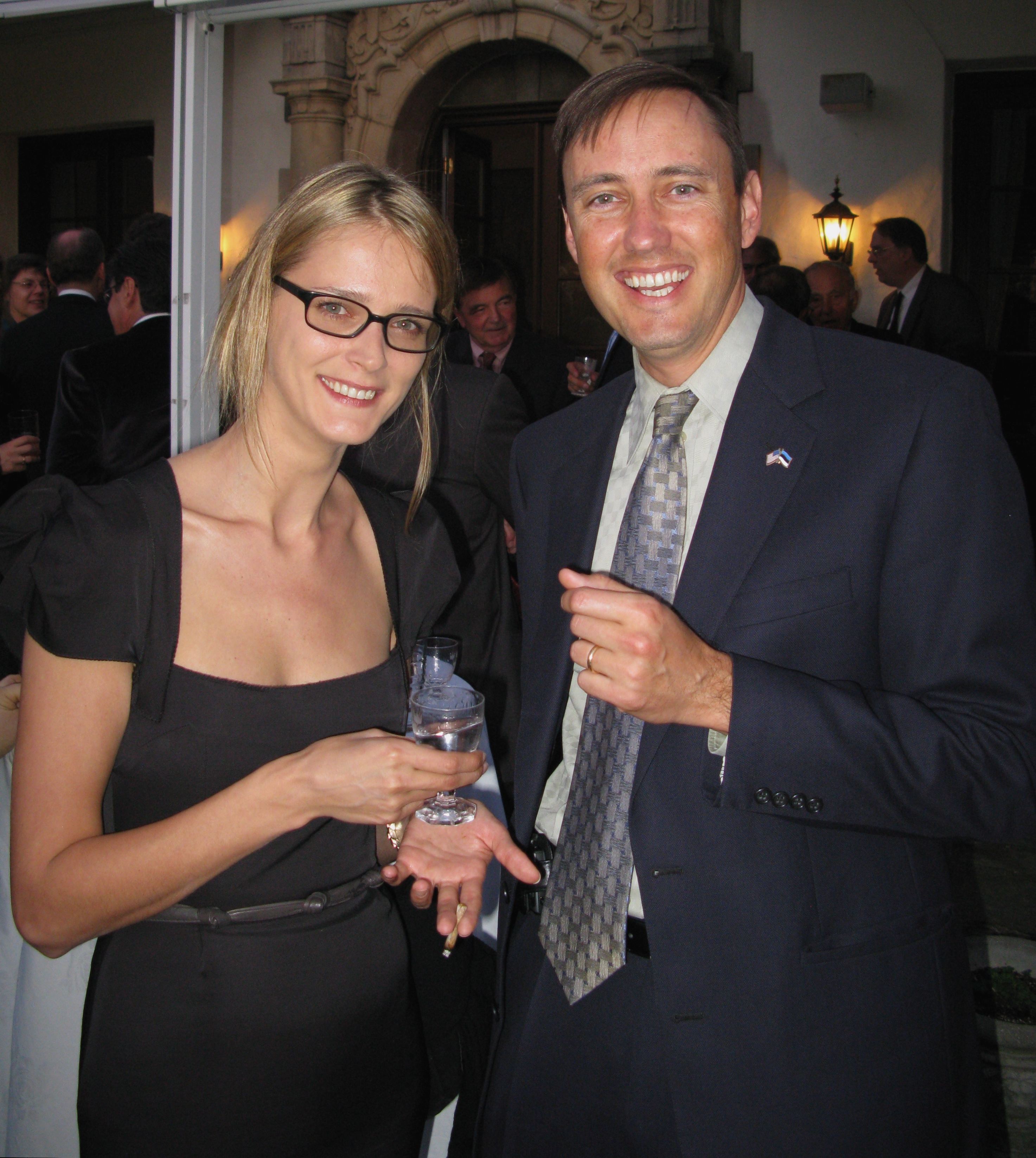
Carmen Kass和Steve Jurvetson，均是爱沙尼亚最富裕的人之一。

卡门是爱沙尼亚最富有的名人之一。业余生活热衷慈善和西洋象棋，也曾经从政加入爱沙尼亚国家议会。
卡门在爱沙尼亚国内也经营一些房地产企业和模特经纪行。

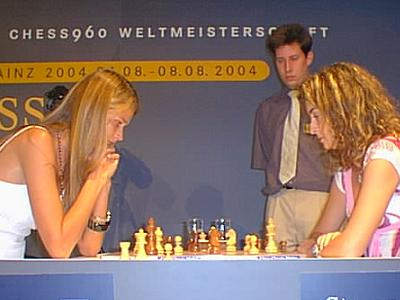
Carmen Kass的业余时间热衷于西洋象棋。

## 外部連結
- Carmen Kass在互联网电影资料库（IMDb）上的資料（英文）
- Carmen Kass於模特兒目錄（Fashion Model Directory）的相關資料